# Allocosa comotti
Allocosa comotti là một loài nhện trong họ wolfspinnen (Lycosidae).
Loài này thuộc chi Allocosa. Allocosa comotti được Tord Tamerlan Teodor Thorell miêu tả năm 1887.